# CFR Dej
AS CFR Dej, cunoscut sub numele de CFR Dej, sau pe scurt CFR, este un club de fotbal profesionist din Dej, județul Cluj, Transilvania, România, care evoluează în prezent în Liga a IV-a Cluj. A fost fondat in 1917, când Transilvania făcea parte din Austro-Ungaria, iar denumirea actuală „CFR” este acronimul pentru Căile Ferate Române. Actualmente clubul participă în liga a IV-a Cluj.

## Cronologia numelui
| Nume | Perioada     |
| --- | ------------ |
| Dési Vasutas Sport Club (Clubul Sportiv Feroviar Cluj) | 1917–1920    |
| AS CFR Dej | 1920–1940    |
| Dési MÁV Törekvés Sport és Közművelődési Egyesület - Dési MÁV TSE (Asociația de Cultură și Sport Stăruința Căile Ferate Maghiare Dej - ACS Stăruința CFR Dej) | 1940–1945    |
| AS CFR Dej | 1945–1950    |
| AS Locomotiva Dej | 1950–1960    |
| AS CFR Dej | 1960–prezent |

## Palmares
Liga a IV-a Cluj
 Campioni (1): 2001-2002
 Nemzeti Bajnokság III/Liga III-a maghiară
 Locul 3 (1) : 1943–44

### Evoluția echipei pe sezoane
| Campioni | Pe locul doi | Locul al treilea | Promovată | Retrogradat |

Jucătorii din bold au fost cei mai buni marcatori din divizie.
| Sezoane                                     | Ligă                                        | Ligă                                        | Ligă                                        | Ligă                                        | Ligă                                        | Ligă                                        | Ligă                                        | Ligă                                        | Ligă                                        | Ligă                                        | Cupa Națională                              | Continental                                 | Continental                                 | Alte                                        | Alte                                        | Cel mai bun marcator                        | Cel mai bun marcator                        | Note                                        | Nume                                                   |
| Sezoane                                     | Divizie (eșalon)                            | Divizie (eșalon)                            | Poz.                                        | MJ                                          | V                                           | E                                           | Î                                           | GM                                          | GP                                          | Pct.                                        | Cupa Națională                              | Continental                                 | Continental                                 | Alte                                        | Alte                                        | Nume                                        | Goluri                                      | Note                                        | Nume                                                   |
| ------------------------------------------- | ------------------------------------------- | ------------------------------------------- | ------------------------------------------- | ------------------------------------------- | ------------------------------------------- | ------------------------------------------- | ------------------------------------------- | ------------------------------------------- | ------------------------------------------- | ------------------------------------------- | ------------------------------------------- | ------------------------------------------- | ------------------------------------------- | ------------------------------------------- | ------------------------------------------- | ------------------------------------------- | ------------------------------------------- | ------------------------------------------- | ------------------------------------------------------ |
| Campionatul de fotbal al Regatului Ungariei | Campionatul de fotbal al Regatului Ungariei | Campionatul de fotbal al Regatului Ungariei | Campionatul de fotbal al Regatului Ungariei | Campionatul de fotbal al Regatului Ungariei | Campionatul de fotbal al Regatului Ungariei | Campionatul de fotbal al Regatului Ungariei | Campionatul de fotbal al Regatului Ungariei | Campionatul de fotbal al Regatului Ungariei | Campionatul de fotbal al Regatului Ungariei | Campionatul de fotbal al Regatului Ungariei | Campionatul de fotbal al Regatului Ungariei | Campionatul de fotbal al Regatului Ungariei | Campionatul de fotbal al Regatului Ungariei | Campionatul de fotbal al Regatului Ungariei | Campionatul de fotbal al Regatului Ungariei | Campionatul de fotbal al Regatului Ungariei | Campionatul de fotbal al Regatului Ungariei | Campionatul de fotbal al Regatului Ungariei | Dési Vasutas Sport Club (Clubul Sportiv Feroviar Cluj) |
| 1917-20                                     | Meciuri locale                              | Meciuri locale                              | -                                           | -                                           | -                                           | -                                           | -                                           | -                                           | -                                           | -                                           | –                                           |                                             |                                             |                                             |                                             |                                             |                                             |                                             | Dési Vasutas Sport Club (Clubul Sportiv Feroviar Cluj) |
| Campionatul Ungariei de fotbal              | Campionatul Ungariei de fotbal              | Campionatul Ungariei de fotbal              | Campionatul Ungariei de fotbal              | Campionatul Ungariei de fotbal              | Campionatul Ungariei de fotbal              | Campionatul Ungariei de fotbal              | Campionatul Ungariei de fotbal              | Campionatul Ungariei de fotbal              | Campionatul Ungariei de fotbal              | Campionatul Ungariei de fotbal              | Campionatul Ungariei de fotbal              | Campionatul Ungariei de fotbal              | Campionatul Ungariei de fotbal              | Campionatul Ungariei de fotbal              | Campionatul Ungariei de fotbal              | Campionatul Ungariei de fotbal              | Campionatul Ungariei de fotbal              | Campionatul Ungariei de fotbal              | Dési MÁV TSE (ACS Stăruința CFM Dej)                   |
| 1940–41                                     | NB IV Seria Cluj, grupa Someș               | NB IV Seria Cluj, grupa Someș               | Nu a participat la sezonul inaugural.       | Nu a participat la sezonul inaugural.       | Nu a participat la sezonul inaugural.       | Nu a participat la sezonul inaugural.       | Nu a participat la sezonul inaugural.       | Nu a participat la sezonul inaugural.       | Nu a participat la sezonul inaugural.       | Nu a participat la sezonul inaugural.       | Nu a participat la sezonul inaugural.       | Nu a participat la sezonul inaugural.       | Nu a participat la sezonul inaugural.       | Nu a participat la sezonul inaugural.       | Nu a participat la sezonul inaugural.       | Nu a participat la sezonul inaugural.       | Nu a participat la sezonul inaugural.       | Nu a participat la sezonul inaugural.       | Dési MÁV TSE (ACS Stăruința CFM Dej)                   |
| 1941–42                                     | NB IV Seria Cluj, grupa Someș               | NB IV Seria Cluj, grupa Someș               | 4                                           | 18                                          | 6                                           | 3                                           | 9                                           | 28                                          | 41                                          | 15                                          | –                                           |                                             |                                             |                                             |                                             |                                             |                                             |                                             | Dési MÁV TSE (ACS Stăruința CFM Dej)                   |
| 1942–43                                     | NB IV Seria Cluj, grupa Someș               | NB IV Seria Cluj, grupa Someș               | 4                                           | 22                                          | 12                                          | 2                                           | 8                                           | 66                                          | 43                                          | 26                                          | –                                           |                                             |                                             |                                             |                                             |                                             |                                             |                                             | Dési MÁV TSE (ACS Stăruința CFM Dej)                   |
| 1943–44                                     | NB III Seria Cluj                           | NB III Seria Cluj                           | 3                                           | 24                                          | 17                                          | 5                                           | 2                                           | 69                                          | 23                                          | 39                                          | –                                           |                                             |                                             |                                             |                                             |                                             |                                             |                                             | Dési MÁV TSE (ACS Stăruința CFM Dej)                   |
| 1944–45                                     | NB II Seria Cluj                            | NB II Seria Cluj                            | 6                                           | –                                           | –                                           | –                                           | –                                           | –                                           | –                                           | –                                           | –                                           | Retras, Dictatul de la Viena anulat.        | Retras, Dictatul de la Viena anulat.        | Retras, Dictatul de la Viena anulat.        | Retras, Dictatul de la Viena anulat.        | Retras, Dictatul de la Viena anulat.        | Retras, Dictatul de la Viena anulat.        | Retras, Dictatul de la Viena anulat.        | Dési MÁV TSE (ACS Stăruința CFM Dej)                   |
| Campionatul României de fotbal.             | Campionatul României de fotbal.             | Campionatul României de fotbal.             | Campionatul României de fotbal.             | Campionatul României de fotbal.             | Campionatul României de fotbal.             | Campionatul României de fotbal.             | Campionatul României de fotbal.             | Campionatul României de fotbal.             | Campionatul României de fotbal.             | Campionatul României de fotbal.             | Campionatul României de fotbal.             | Campionatul României de fotbal.             | Campionatul României de fotbal.             | Campionatul României de fotbal.             | Campionatul României de fotbal.             | Campionatul României de fotbal.             | Campionatul României de fotbal.             | Campionatul României de fotbal.             | CFR Dej                                                |

## Lotul actual
La 30 iunie 2019.
| Nr. |         | Poziție | Jucător        |
| --- | ------- | ------- | -------------- |
|     | România | F       | Ioan Moldovan  |
|     | România | A       | Adrian Tarniță |
|     | România | M       | David Platon   |

### Jucători împrumutați
| Nr. |         | Poziție | Jucător       |
| --- | ------- | ------- | ------------- |
|     | România | M       | Timotei Micle |